# Monterey Bay Aquarium
Il Monterey Bay Aquarium è un acquario marino situato a Monterey in California, sulla costa dell'Oceano Pacifico.
Con una media di 1,8 milioni di visitatori all'anno, è il secondo acquario più frequentato degli Stati Uniti.

## Storia
È stato costruito nel 1984 sull'area di un preesistente stabilimento di inscatolamento di sardine. Progettato dallo studio di architettura Esherick Homsey Dodge & Davies, fu ufficialmente inaugurato il 20 ottobre 1984. La missione dichiarata dai gestori è di "ispirare la conservazione degli oceani".
Il principale finanziatore dell'opera fu David Packard, cofondatore della multinazionale statunitense dell'informatica Hewlett-Packard. David Packard, un appassionato fabbro dilettante, ha anche personalmente progettato e costruito diverse parti dell'acquario nella sua officina di Big Sur. Sua figlia, la biologa marina Julie Packard, è attualmente direttrice dell'acquario. La David and Lucille Packard Foundation sostiene ancora finanziariamente l'acquario.

## Descrizione
L'acquario dispone di un impianto di pompaggio che fa circolare l'acqua oceanica, prelevata dalla baia di Monterey, all'interno delle vasche.
Tra le numerose attrazioni, due sono particolarmente degne di nota:
- una vasca alta 10 metri, situata nella Ocean's Edge Wing, contenente 1,25 milioni di litri d'acqua marina, nella quale è possibile osservare numerosi esemplari di pesci, piante e altre specie acquatiche tipiche della baia di Monterey;
- una vasca della capacità di circa 5 milioni di litri, situata nella Outer Bay Wing, con una finestra di osservazione tra le più grandi del mondo. Costruita da una ditta giapponese, è costituita da quattro grandi pannelli collegati assieme tramite un processo di fusione brevettato, che non lascia intravedere alcuna discontinuità.

Tra le specie ospitate nell'acquario la lontra di mare, la pastinache, numerose meduse e un'aragosta del peso di 5 kg e di 50 anni di età. Nella vasca della Ocean's Edge Wing è possibile osservare colture di alghe brune giganti della California (California Giant Kelp): questo acquario è l'unico al mondo ad essere riuscito, tramite un procedimento di formazione di onde artificiali, a coltivare questa specie di alghe.
Nella Outer Bay Wing è possibile osservare un branco di 3000 alici (pesci che costituivano un tempo la base dell'economia di Monterey) che nuotano contro una corrente creata artificialmente da un serbatoio toroidale.
Dal marzo 2008 l'acquario ospita un gruppo di pinguini, provenienti dall'Aquarium of the Americas di New Orleans, gravemente danneggiato dall'uragano Katrina. In alcuni periodi l'acquario ha ospitato alcuni esemplari di squalo bianco.
L'acquario ospita complessivamente 35.000 animali marini appartenenti a 623 specie diverse.

## Ricerche oceanografiche
L'Acquario di Monterey è strettamente collegato all'Istituto Oceanografico "Monterey Bay Aquarium Research Institute" (MBARI) di Moss Landing, nei pressi del canyon sottomarino di Monterey. Questo istituto di ricerca è particolarmente impegnato in studi sulle specie marine di profondità. La Baia di Monterey è situata all'interno del "Monterey Bay National Marine Sanctuary" (MBNMS), un'area marina protetta a livello federale degli Stati Uniti.

## Galleria d'immagini

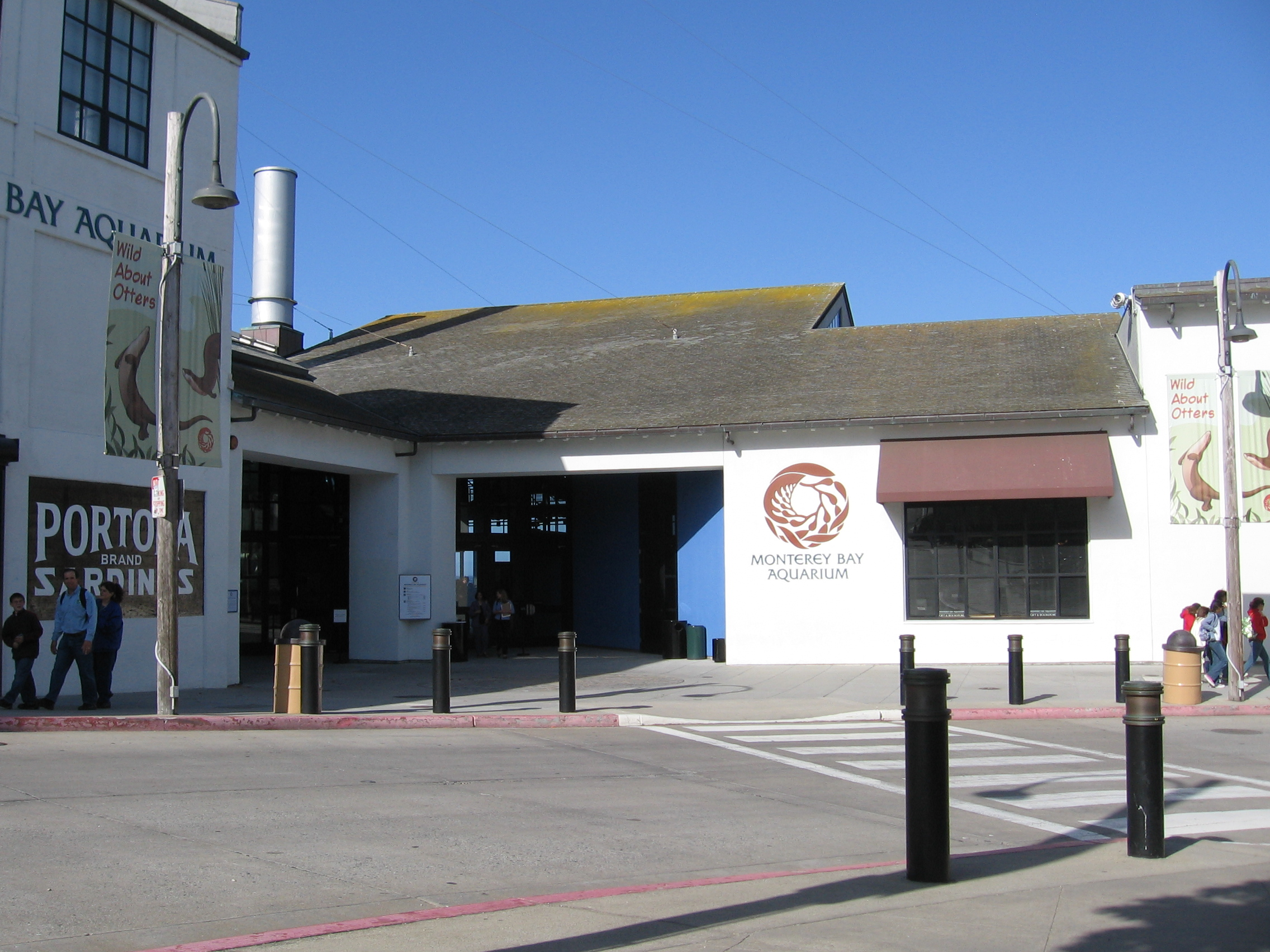
L'ingresso principale dell'aquario
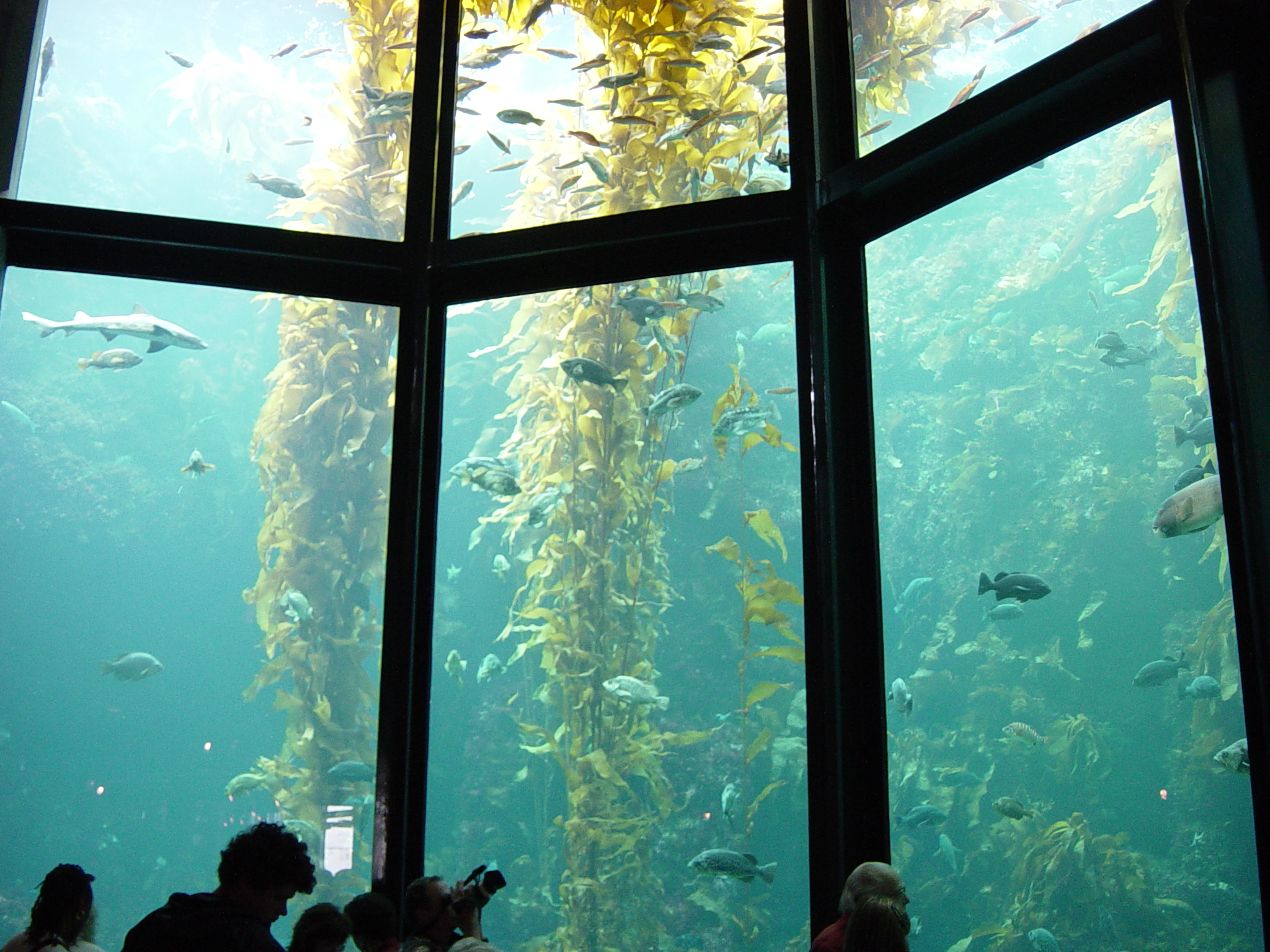
La vasca che ospita le alghe brune giganti della California
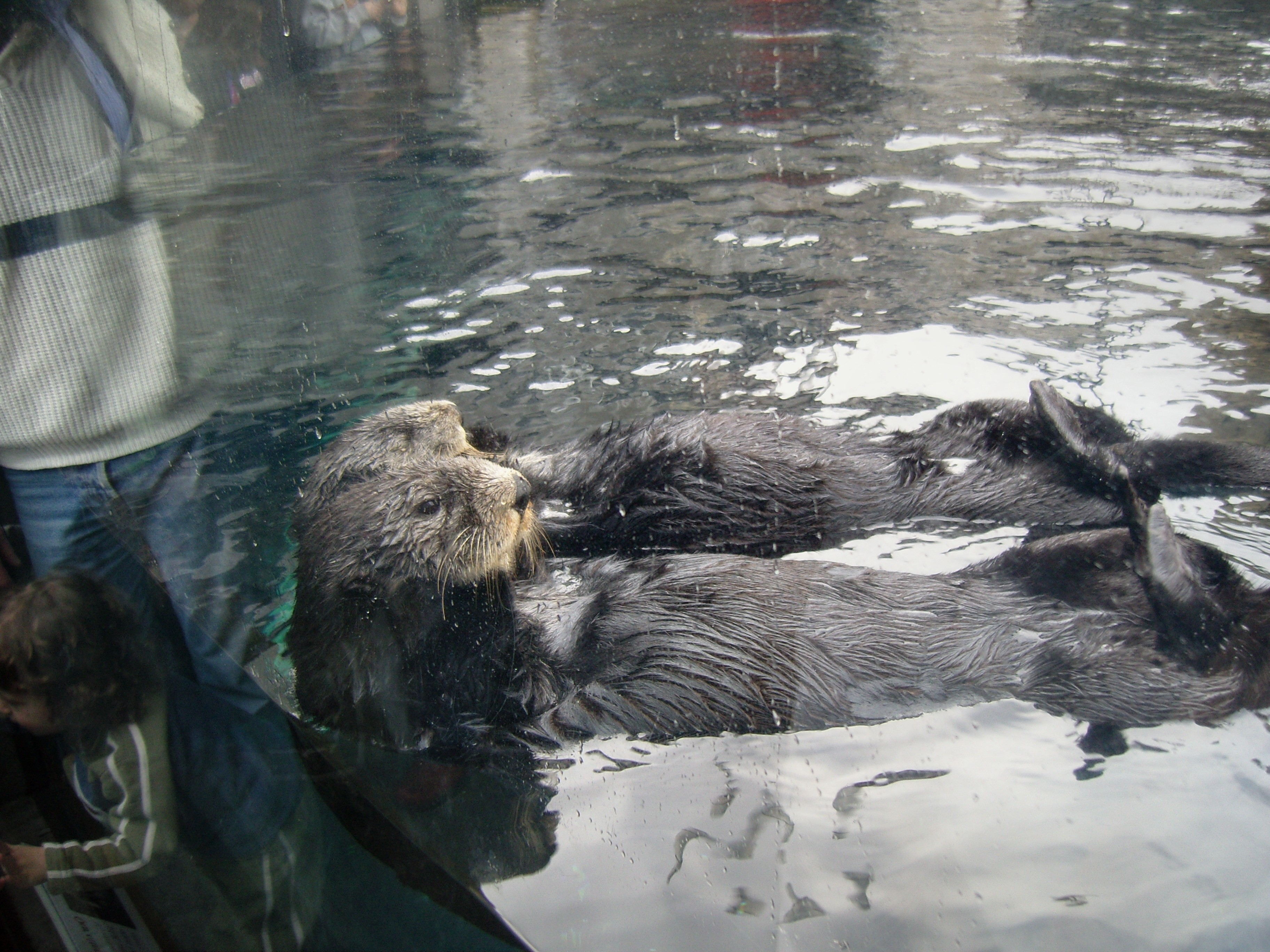
La lontra marina è una delle attrazioni favorite dell'acquario
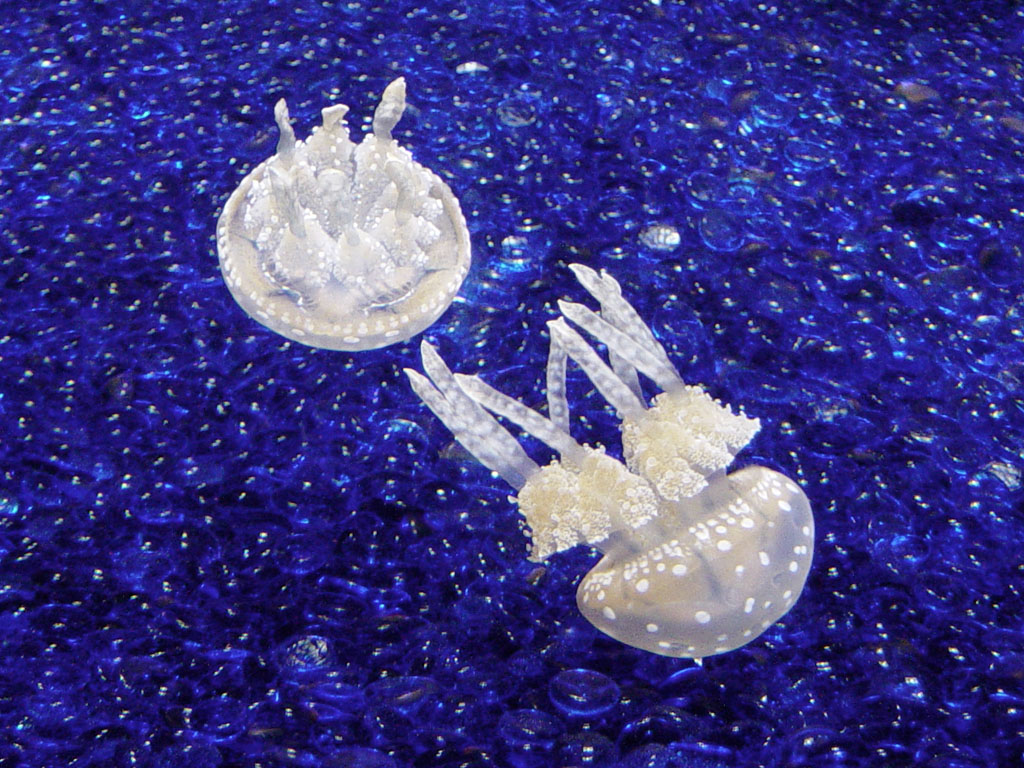
Medusa maculata (Mastigias papua)
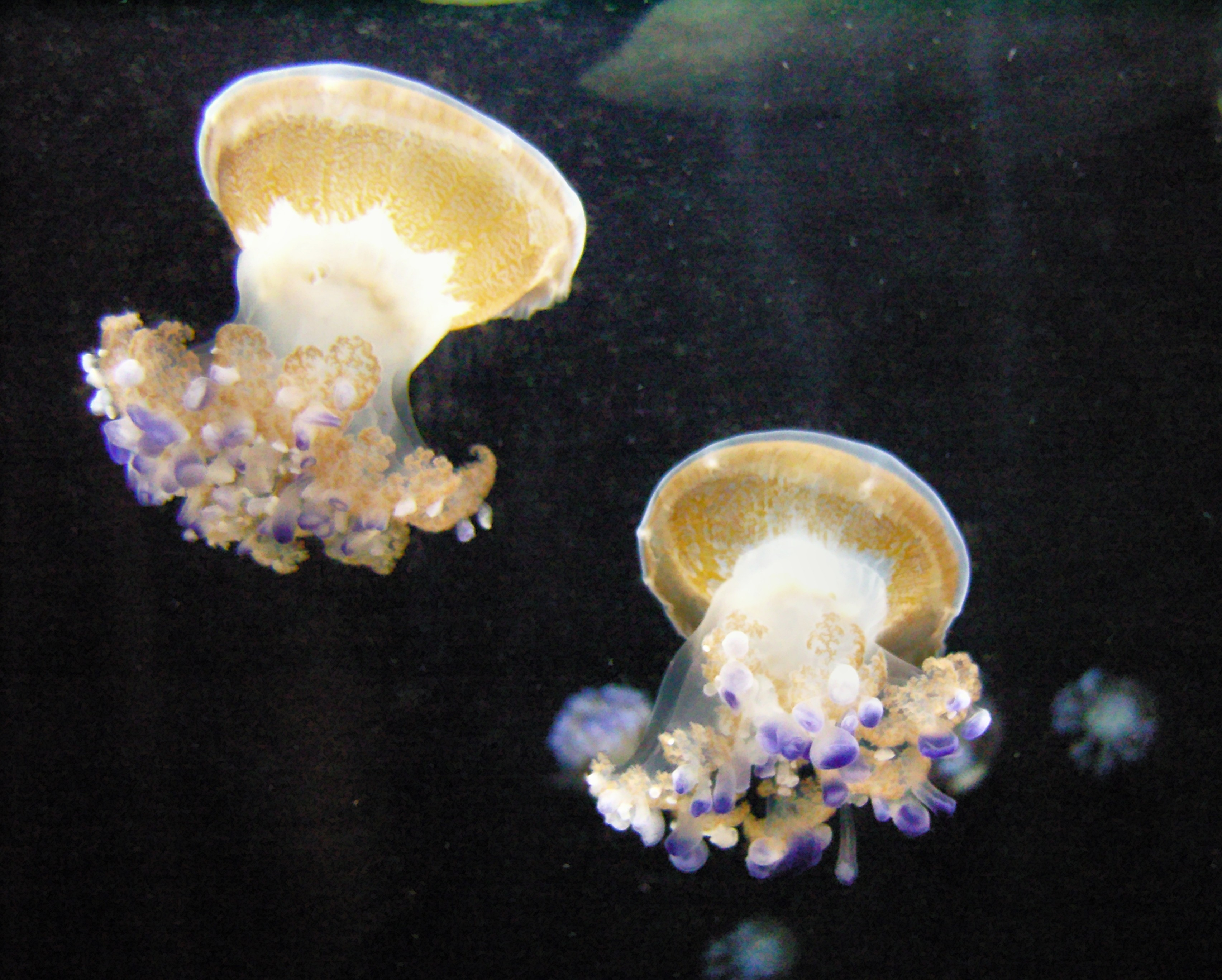
Medusa del Mediterraneo (Cotylorhiza tuberculata)
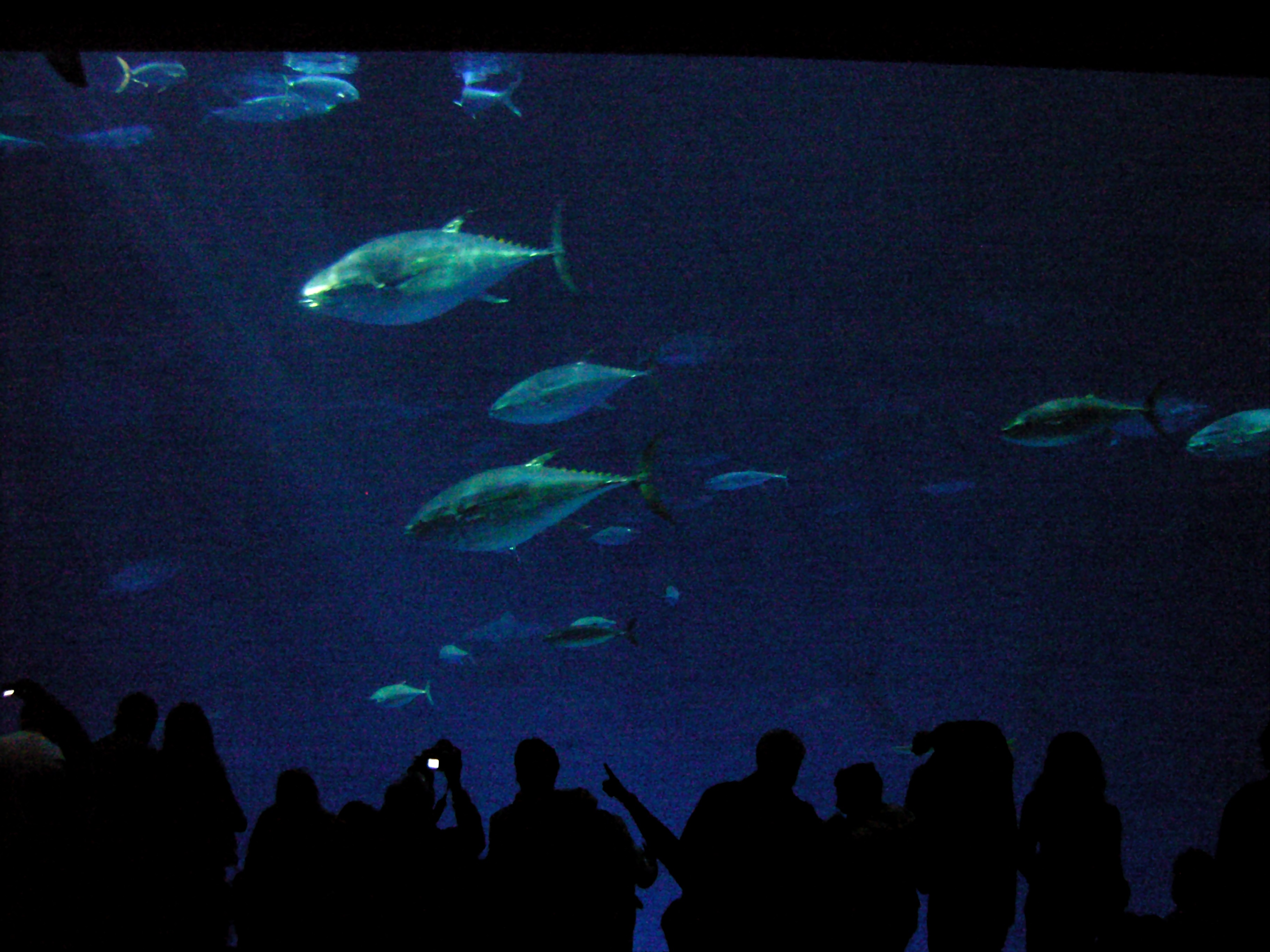
La grande finestra di osservazione nella Outer Bay Wing
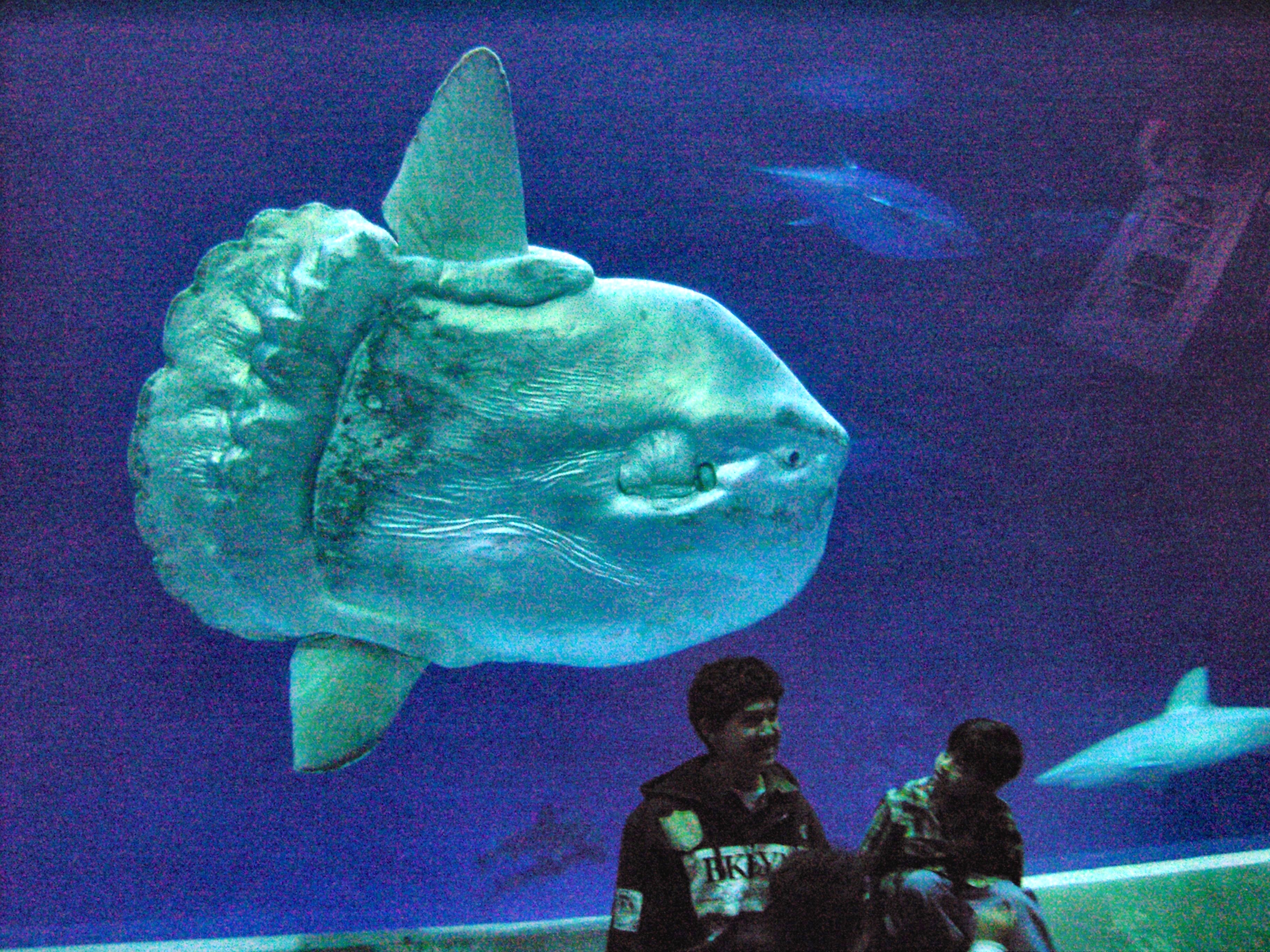
Un grande pesce luna (Mola mola)
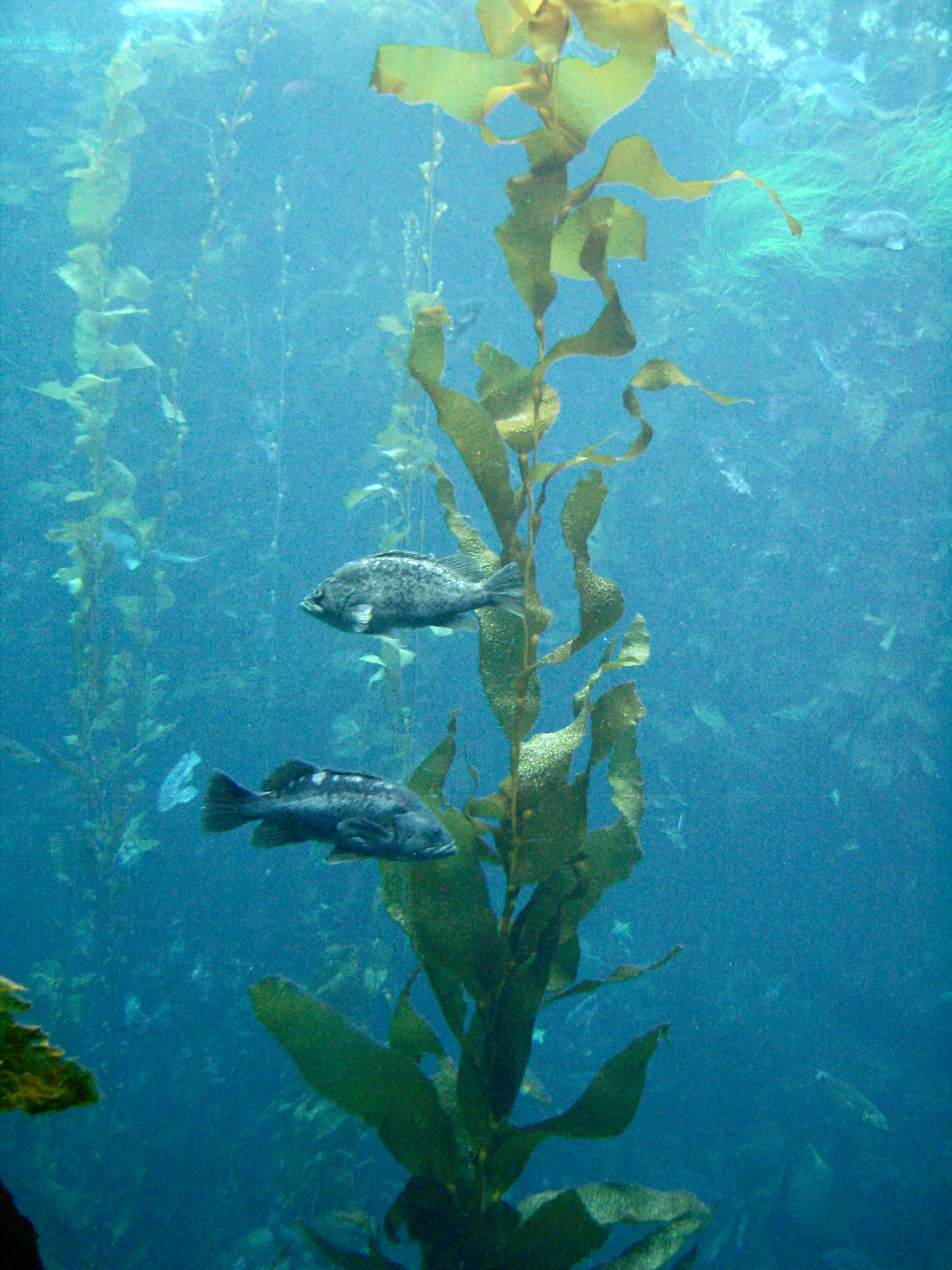
Pesci Rockfish che nuotano attorno alle alghe giganti
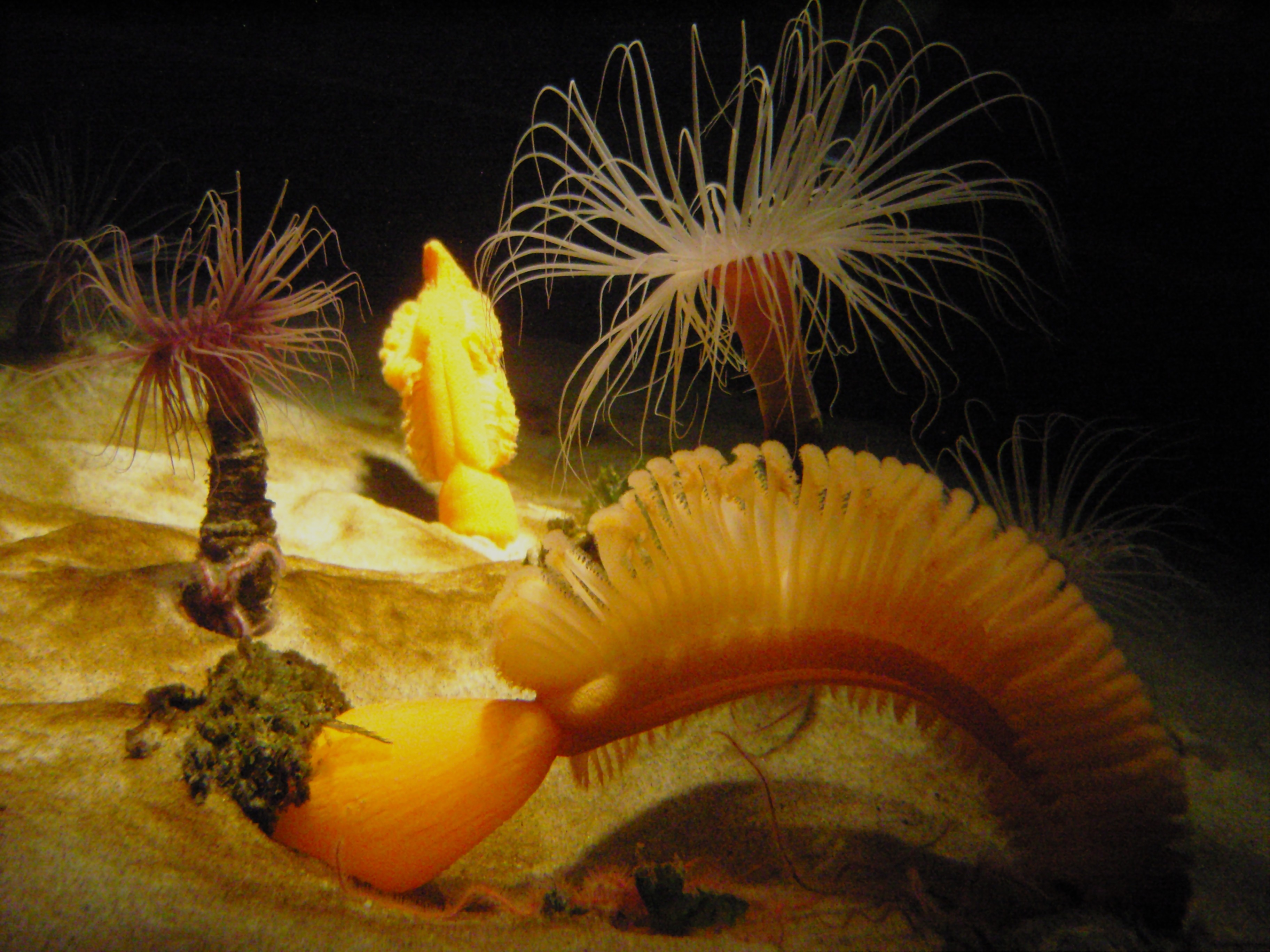
Orange sea pen (Ptilosarcus gurneyi)
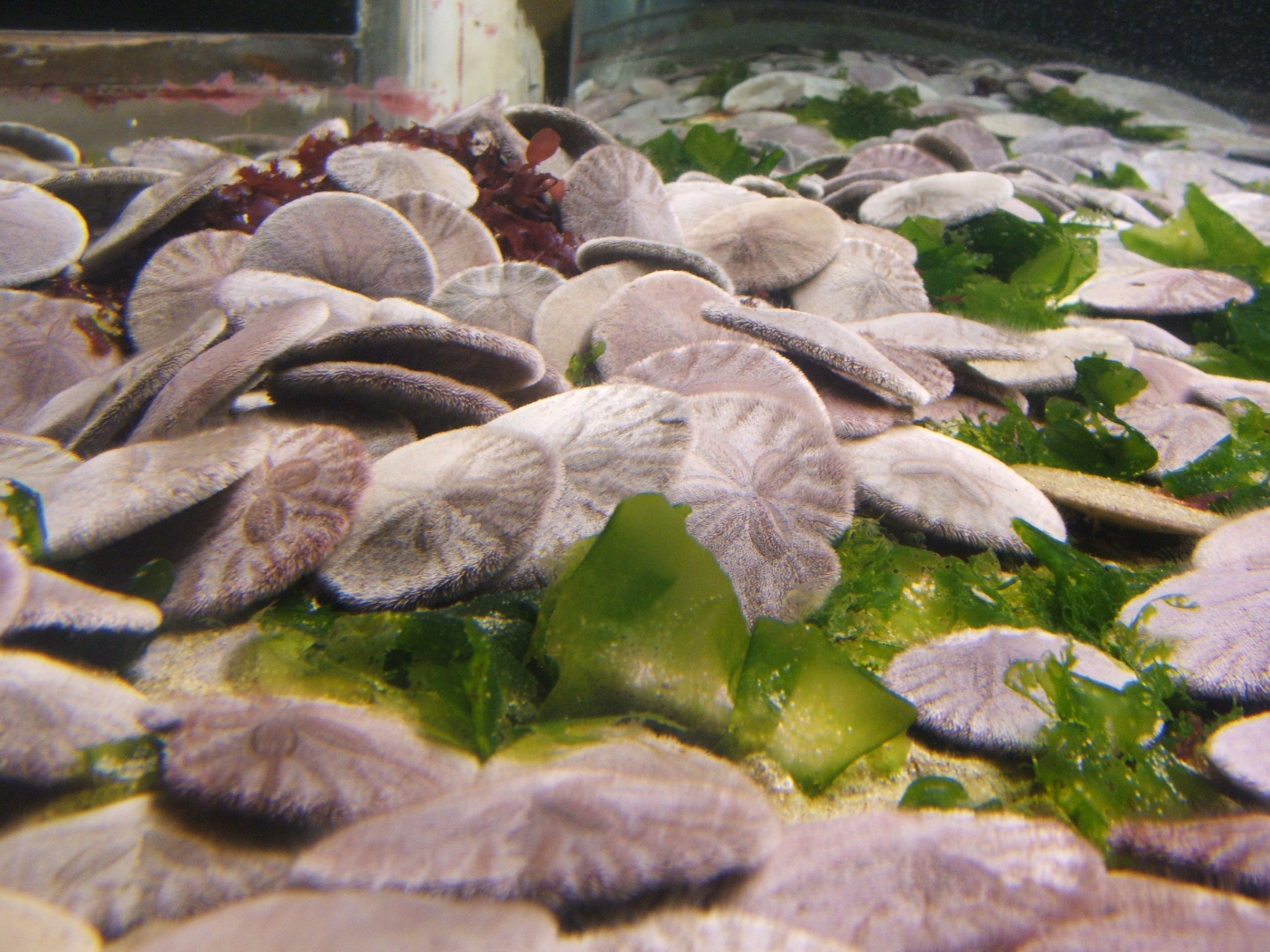
Esemplari di dollaro della sabbia (Dendraster excentricus)
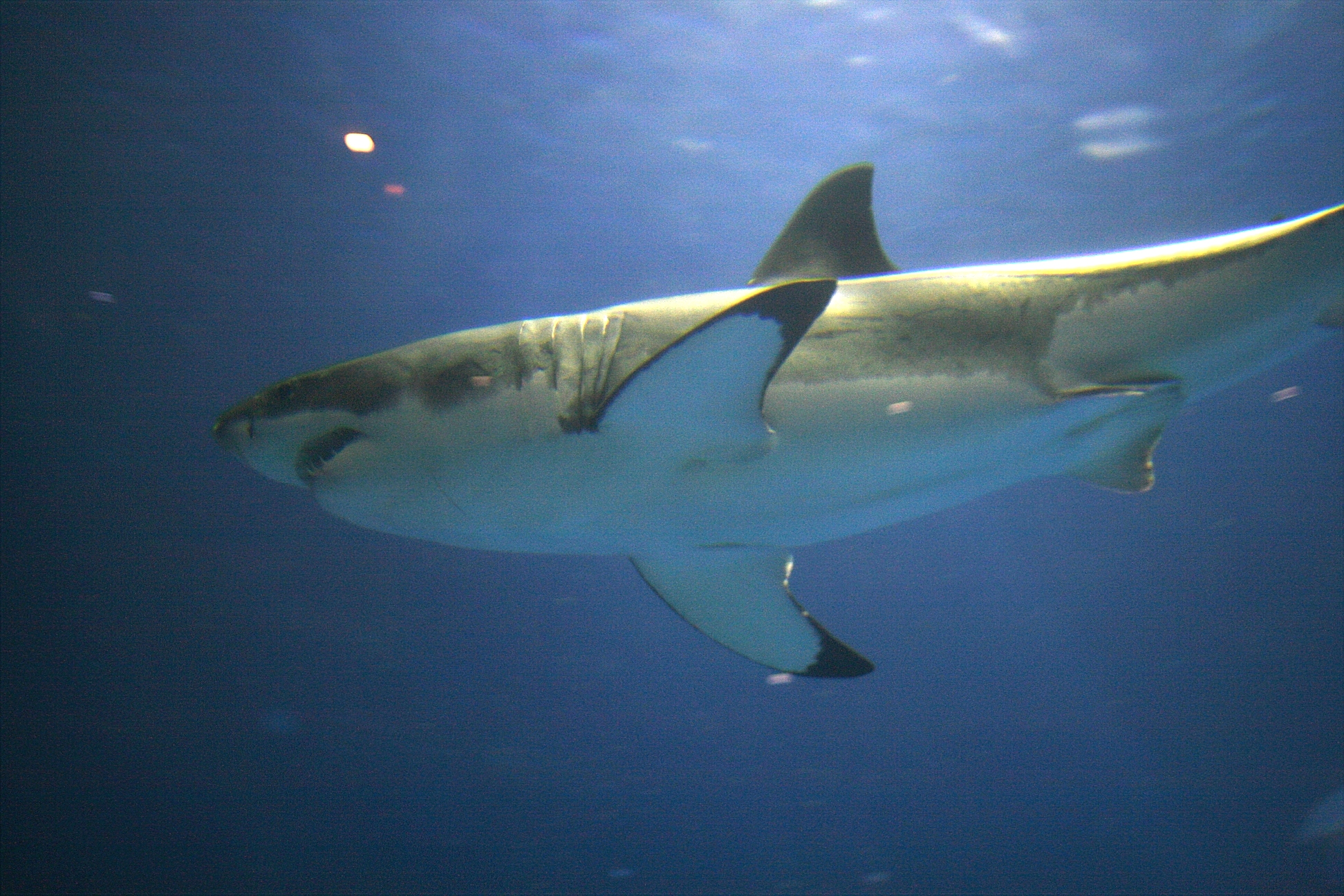
Uno squalo bianco, ospite occasionale dell'acquario
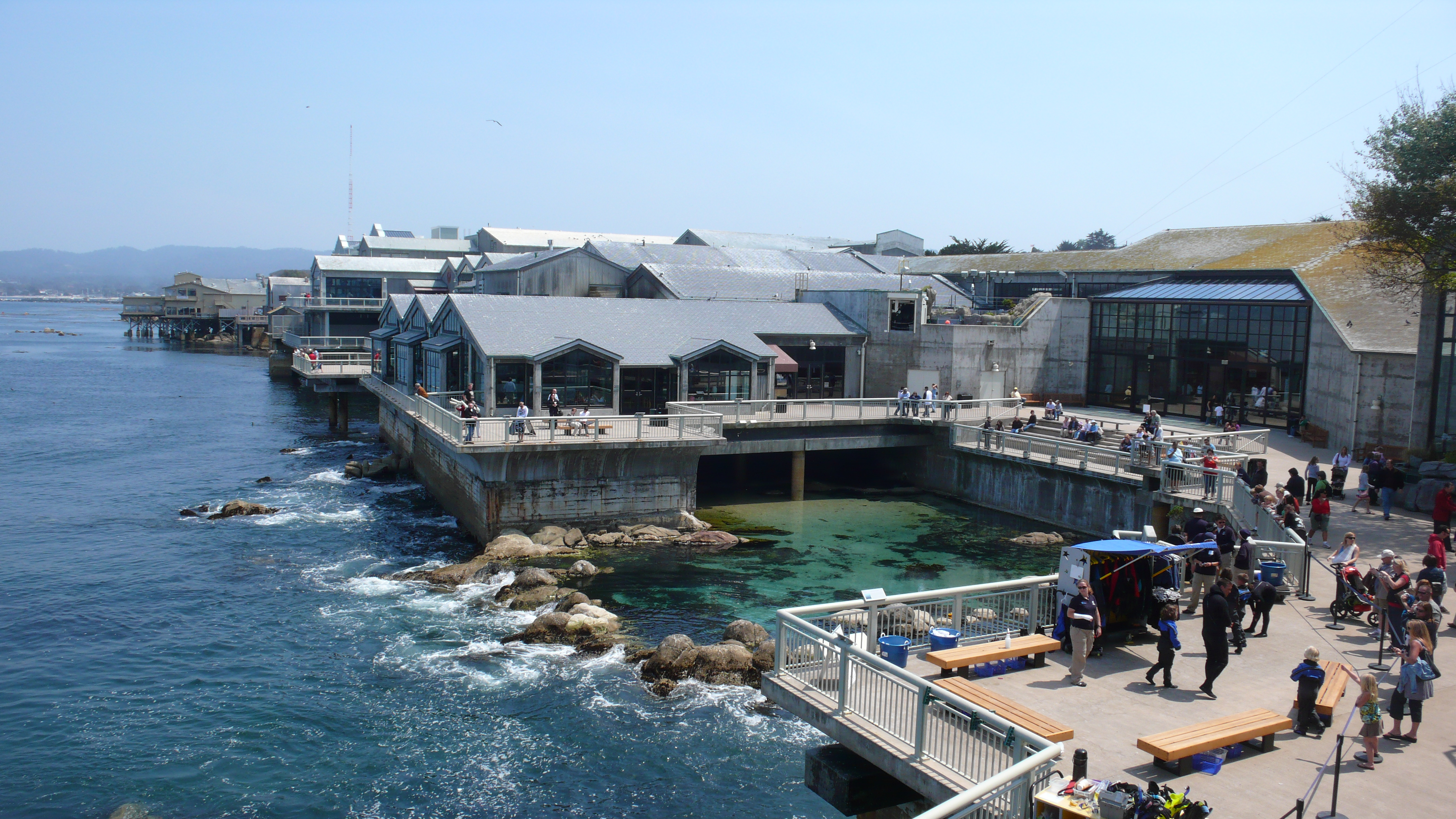
Vista dell'Acquario di Monterey dall'Oceano Pacifico